# Belt (Montana)
Belt es un pueblo ubicado en el condado de Cascade en el estado estadounidense de Montana. En el Censo de 2010 tenía una población de 597 habitantes y una densidad poblacional de 656,7 personas por km².

## Geografía
Belt se encuentra ubicado en las coordenadas 47°23′15″N 110°55′40″O / 47.38750, -110.92778. Según la Oficina del Censo de los Estados Unidos, Belt tiene una superficie total de 0.91 km², de la cual 0.91 km² corresponden a tierra firme y (0%) 0 km² es agua.

## Demografía
Según el censo de 2010, había 597 personas residiendo en Belt. La densidad de población era de 656,7 hab./km². De los 597 habitantes, Belt estaba compuesto por el 95.48% blancos, el 0% eran afroamericanos, el 1.68% eran amerindios, el 0.5% eran asiáticos, el 0% eran isleños del Pacífico, el 0.17% eran de otras razas y el 2.18% pertenecían a dos o más razas. Del total de la población el 1.01% eran hispanos o latinos de cualquier raza.